# Cliff Martinez
Pour les articles homonymes, voir Martinez.
Cliff Martinez est un compositeur de musique de film et musicien américain, né le 5 février 1954 dans le quartier du Bronx, à New York. 

## Biographie
Cliff Martinez a commencé sa carrière de compositeur pour un show télévisé populaire, le Pee Wee's Playhouse. À cette époque, il est plus intéressé par les groupes de rock, dans lesquels il était batteur.
Il participe en 1982 à l'album Ice Cream For Crow de Captain Beefheart. On le voit dans le clip vidéo du titre aux côtés, entre autres, de Gary Lucas.
De 1982 à 1985 il fait partie du groupe de rock Red Hot Chili Peppers, où il officie d'ailleurs comme batteur. Il participe à l'enregistrement des deux premiers albums de la formation, Red Hot Chili Peppers et Freaky Styley.
Par la suite, le rythme de vie des groupes de rock le lasse et il se concentre sur la composition de bandes originales de films. La première bande originale qu'il signe est celle du film Sexe, Mensonges et Vidéo, réalisé par Steven Soderbergh : ensuite, une collaboration fructueuse se développe entre les deux hommes, avec notamment Traffic en 2000, Solaris en 2002 et la série télévisée The Knick en 2014.
C'est pour la bande originale de Solaris que Cliff Martinez est le plus connu, non seulement parce qu'elle est considérée comme son meilleur travail, mais aussi parce qu'elle lui a permis d'établir son propre style de bande originale : une combinaison de musique électronique et de samples avec des arrangements orchestraux, qui donne une impression de temps suspendu et d'état d'apesanteur. Dans le cas d'un drame psychologique comme Solaris, la musique de Cliff Martinez joue le rôle d'un personnage invisible mais bien présent et est un vecteur d'émotion puissant.[réf. nécessaire]

## Filmographie

### Cinéma

#### Longs métrages
- 1989 : Sexe, Mensonges et Vidéo (Sex, Lies, and Videotape) de Steven Soderbergh
- 1990 : Pump Up the Volume d'Allan Moyle
- 1991 : Kafka de Steven Soderbergh
- 1993 : King of the Hill de Steven Soderbergh
- 1995 : À fleur de peau (Underneath) de Steven Soderbergh
- 1996 : Schizopolis de Steven Soderbergh
- 1996 : Gray's Anatomy de Steven Soderbergh
- 1998 : Vilaine (en) (Wicked) de Michael Steinberg
- 1999 : L'Anglais (The Limey) de Steven Soderbergh
- 2000 : Traffic de Steven Soderbergh
- 2002 : Narc de Joe Carnahan
- 2002 : Solaris de Steven Soderbergh
- 2003 : Wonderland de James Cox
- 2004 : Rencontre à Wicker Park (Wicker Park) de Paul McGuigan
- 2005 : Jeux de gangs (Havoc) de Barbara Kopple
- 2006 : Le Dernier Présage (First Snow) de Mark Fergus
- 2008 : Stiletto (en) de Nick Vallelonga
- 2008 : Vice de Raul Inglis
- 2009 : Espion(s) de Nicolas Saada
- 2009 : À l'origine de Xavier Giannoli
- 2011 : La Défense Lincoln (The Lincoln Lawyer) de Brad Furman
- 2011 : Drive de Nicolas Winding Refn
- 2011 : Contagion  de Steven Soderbergh
- 2012 : Arbitrage de Nicholas Jarecki
- 2012 : Spring Breakers d'Harmony Korine
- 2013 : Sous surveillance (The Company You Keep) de Robert Redford
- 2013 : Only God Forgives de Nicolas Winding Refn
- 2014 : Mea Culpa de Fred Cavayé
- 2016 : The Neon Demon de Nicolas Winding Refn
- 2016 : War Dogs de Todd Phillips
- 2017 : Pire soirée (Rough Night) de Lucia Aniello
- 2017 : The Foreigner de Martin Campbell
- 2018 : Criminal Squad (Den of Thieves) de Christian Gudegast
- 2018 : Game Night de John Francis Daley et Jonathan Goldstein
- 2018 : Hotel Artemis de Drew Pearce
- 2022 : KIMI  de Steven Soderbergh

#### Courts métrages
- 2013 : Golem de Patrick McCue et Tobias Wiesner
- 2014 : Ménage à trois: 60 jours sur Mea Culpa de François-Régis Jeanne

### Télévision

#### Séries télévisées
- 1992 : Pee-wee's Playhouse (épisode Why Wasn't I Invited ?)
- 2014-2015 : The Knick de Steven Soderbergh (20 épisodes)
- 2019 : Too Old to Die Young de Nicolas Winding Refn (10 épisodes)
- 2020 : The Wilds de Sarah Streicher

#### Téléfilm
- 1992 : Black Magic de Daniel Taplitz
- 2014 : The Normal Heart de Ryan Murphy

#### Documentaires
- 2003 : Narc: Shooting Up
- 2009 : Severe Clear de  Kristian Fraga
- 2014 : My Life Directed by Nicolas Winding Refn de Liv Corfixen

## Jeux vidéo
Cliff Martinez a composé la musique du menu principal du jeu Spore sorti en 2008.
Il a également composé la bande originale du jeu vidéo Far Cry 4 (2014).